# Groot-Brittannië op de Olympische Zomerspelen 1960
Groot-Brittannië nam deel aan de Olympische Zomerspelen 1960 in Rome, Italië. Met slechts twee gouden medailles werd er flink ingeleverd ten opzichte van de zes die vier jaar eerder nog werden gewonnen.

## Medailleoverzicht
| Sport          | Olympiër | Discipline                 | Medaille |
| -------------- | --- | -------------------------- | -------- |
| Atletiek       | Don Thompson | 50km snelwandelen (m)      | Goud     |
| Zwemmen        | Anita Lonsbrough | 200m schoolslag (v)        | Goud     |
| Atletiek       | Dorothy Hyman | 100m (v)                   | Zilver   |
| Atletiek       | Carole Louis Quinton | 80m horden (v)             | Zilver   |
| Atletiek       | Dorothy Ada Shirley | hoogspringen (v)           | Zilver   |
| Schermen       | Allan Louis Neville Jay | degen (m)                  | Zilver   |
| Schermen       | Allan Louis Neville Jay Michael John Peter Howard John Albert Pelling Henry William Furse Hoskyns Raymond Alan Harrison Michael O'Donel Alexander | degen team (m)             | Zilver   |
| Zwemmen        | Natalie Alwyne Steward | 100m rugslag (v)           | Zilver   |
| Atletiek       | Peter Radford | 100m (m)                   | Brons    |
| Atletiek       | Stanley Frank Vickers | 20km snelwandelen (m)      | Brons    |
| Atletiek       | Dorothy Hyman | 200m (v)                   | Brons    |
| Atletiek       | Peter Radford David Henry Jones David Hugh Segal Joseph Nicholas Neville Whitehead                                                                | 4x100m (v)                 | Brons    |
| Boksen         | Richard Mctaggart | -60kg (m)                  | Brons    |
| Boksen         | James Lloyd] | -67kg (m)                  | Brons    |
| Boksen         | William Fisher | -71kg (m)                  | Brons    |
| Boksen         | Louis George Martin | -90kg (m)                  | Brons    |
| Paardensport   | David Mcpherson Broome | springconcours individueel | Brons    |
| Schoonspringen | Brian Eric Phelps | 10m toren (m)              | Brons    |
| Schoonspringen | Elizabeth Anne E. Ferris | 3m plank (v)               | Brons    |
| Zwemmen        | Natalie Alwyne Steward | 100m vrije slag (v)        | Brons    |

## Deelnemers en resultaten

### Atletiek
| Olympiër                                                      | Discipline             | Resultaat | Prestatie                                                                                              |
| ------------------------------------------------------------- | ---------------------- | --------- | --- |
| David Jones                                                   | 100m (m)               | 7e        | serie 7: 1ste in 10,5 kwartfinale 3: 3de in 10,5 halve finale 2: 4de in 10,4                           |
| Peter Radford                                                 | 100m (m)               | Brons     | serie 9: 1ste in 10,4 kwartfinale 4: 2de in 10,4 halve finale 1: 1ste in 10,4 finale: 3de in 10,3      |
| David Jones                                                   | 200m (m)               | 13e       | serie 6: 2de in 21,2 kwartfinale 4: 4e in 21,2                                                         |
| Peter Radford                                                 | 200m (m)               | 7e        | serie 5: 1ste in 21,1 kwartfinale 3: 2de in 21,0 halve finale 2: 4de in 20,9                           |
| David Segal                                                   | 200m (m)               | DSQ       | serie 2: 2de in 21,3 kwartfinale 2: 3de in 21,1 halve finale 1: gediskwalificeerd                      |
| Robbie Brightwell                                             | 400m (m)               | 7e        | serie 2: 2de in 48,4 kwartfinale 3: 2de in 46,2 halve finale 1: 4de in 46,1                            |
| John Wrighton                                                 | 400m (m)               | 24e       | serie 9: 3de in 47,4 kwartfinale 2: 6de in 48,4                                                        |
| Malcolm Yardley                                               | 400m (m)               | 26e       | serie 1: 3de in 47,3 kwartfinale 1: 6de in 48,8                                                        |
| Tom Farrell                                                   | 800m (m)               | 16e       | serie 2: 1ste in 1.49,05 kwartfinale 4: 5de in 1.50,84                                                 |
| Brian Hewson                                                  | 800m (m)               | 39e       | serie 1: 4de in 1.54,73                                                                                |
| John Wenk                                                     | 800m (m)               | 13e       | serie 5: 3de in 1.54,27 kwartfinale 3: 4de in 1.50,13                                                  |
| Brian Kent-Smith                                              | 1500m (m)              | 17e       | serie 2: 4de in 3.46,21                                                                                |
| Laurie Reed                                                   | 1500m (m)              | 26e       | serie 1: 9de in 3.48,24                                                                                |
| Mike Wiggs                                                    | 1500m (m)              | 19e       | serie 3: 6de in 3.46,61                                                                                |
| Gordon Pirie                                                  | 5000m (m)              | 32e       | serie 3: 8ste in 14.43,6                                                                               |
| Frank Salvat                                                  | 5000m (m)              | 28e       | serie 1: 7de in 14.33,64                                                                               |
| Bruce Tulloh                                                  | 5000m (m)              | 20e       | serie 4: 4de in 14.17,30                                                                               |
| Martin Hyman                                                  | 10000m (m)             | 9e        | 29.05,11                                                                                               |
| John Merriman                                                 | 10000m (m)             | 8e        | 28.52,89                                                                                               |
| Gordon Pirie                                                  | 10000m (m)             | 10e       | 29.15,49                                                                                               |
| Bob Birrell                                                   | 110m horden (m)        | 17e       | serie 3: 3de in 14,82 kwartfinale 4: 5de in 14,78                                                      |
| Peter Hildreth                                                | 110m horden (m)        | 17e       | serie 4: 4de in 14,90 kwartfinale 1: 5de in 14,78                                                      |
| Vic Matthews                                                  | 110m horden (m)        | 23e       | serie 5: 4de in 15,07 kwartfinale 3: 6de in 15,12                                                      |
| Max Boyes                                                     | 400m horden (m)        | 16e       | serie 1: 4de in 52,32                                                                                  |
| Chris Goudge                                                  | 400m horden (m)        | 20e       | serie 3: 4de in 52,75                                                                                  |
| John Metcalf                                                  | 400m horden (m)        | 14e       | serie 6: 1ste in 52,24 halve finale 2: 7de in 52,72                                                    |
| Dave Chapman                                                  | 3000m steeplechase (m) | 15e       | serie 2: 6de in 8.53,24                                                                                |
| Michael Palmer                                                | 3000m steeplechase (m) | 23e       | serie 3: 8ste in 9.10,68                                                                               |
| Eric Shirley                                                  | 3000m steeplechase (m) | 28e       | serie 1: 10de in 9.14,8                                                                                |
| Peter Radford David Jones David Segal Nick Whitehead          | 4x100m (m)             | Brons     | serie 1: 1ste in 40,27 halve finale 1: 3de in 40,63 finale: 3de in 40,32                               |
| Malcolm Yardley Barry Jackson John Wrighton Robbie Brightwell | 4x400m (m)             | 5e        | serie 3: 3de in 3.20,47 halve finale 1: 3de in 3.07,67 finale: 5de in 3.08,47                          |
| Arthur Keily                                                  | marathon (m)           | 25e       | 2:27.00,0                                                                                              |
| Brian Kilby                                                   | marathon (m)           | 29e       | 2:28.55,0                                                                                              |
| Denis O'Gorman                                                | marathon (m)           | 16e       | 2:24.16,2                                                                                              |
| Eric Hall                                                     | 20km snelwandelen (m)  | 10e       | 1:38.54,0                                                                                              |
| Ken Matthews                                                  | 20km snelwandelen (m)  | DNF       | niet gefinisht                                                                                         |
| Stan Vickers                                                  | 20km snelwandelen (m)  | Brons     | 1:34.56,4                                                                                              |
| Albert Johnson                                                | 50km snelwandelen (m)  | DSQ       | gediskwalificeerd                                                                                      |
| Tom Misson                                                    | 50km snelwandelen (m)  | 5e        | 4:33.03,0                                                                                              |
| Don Thompson                                                  | 50km snelwandelen (m)  | Goud      | 4:25.30,0 (OR)                                                                                         |
| Fred Alsop                                                    | verspringen (m)        | 13e       | kwalificatie groep C: 7de met 7,42m finale: 13de met 7,25m                                             |
| John Howell                                                   | verspringen (m)        | 27e       | kwalificatie groep B: 11de met 7,19m                                                                   |
| Fred Alsop                                                    | hink-stap-springen (m) | 12e       | kwalificatie groep B: 5de met 15,65m finale: 12de met 15,49m                                           |
| Crawford Fairbrother                                          | hoogspringen (m)       | 13e       | kwalificatie: 22ste met 1,95m                                                                          |
| Gordon Miller                                                 | hoogspringen (m)       | 16e       | kwalificatie: 13de met 2,00m finale: 16de met 2,00m                                                    |
| Mike Lindsay                                                  | kogelstoten (m)        | 5e        | kwalificatie: 5de met 17,28m finale: 5de met 17,80m                                                    |
| Martyn Lucking                                                | kogelstoten (m)        | 8e        | kwalificatie: 6de met 17,20m finale: 8ste met 7,43m                                                    |
| Arthur Rowe                                                   | kogelstoten (m)        | 17e       | kwalificatie: 17de met 16,68m                                                                          |
| Mike Lindsay                                                  | discuswerpen (m)       | 13e       | kwalificatie groep B: 18de met 50,15m                                                                  |
| Michael Ellis                                                 | kogelslingeren (m)     | 15e       | kwalificatie: 4de met 63,21m finale: 15de met 54,22m                                                   |
|                                                               |                        |           | |
| Dorothy Hyman                                                 | 100m (v)               | Zilver    | serie 5: 1ste in 11,98 kwartfinale 4: 1ste in 11,77 halve finale 2: 1ste in 11,65 finale: 2de in 11,43 |
| Elizabeth Jenner                                              | 100m (v)               | 19e       | serie 1: 4de in 12,39 kwartfinale 2: 6de in 12,50                                                      |
| Jenny Smart                                                   | 100m (v)               | 6e        | serie 4: 1ste in 12,04 kwartfinale 3: 3de in 12,17 halve finale 1: 3de in 11,89 finale: 6de in 11,73   |
| Jean Hiscock                                                  | 200m (v)               | 20e       | serie 2: 4de in 24,85                                                                                  |
| Dorothy Hyman                                                 | 200m (v)               | Brons     | serie 5: 1ste in 23,82 halve finale 2: 2de in 24,78 finale: 3de in 24,82                               |
| Jenny Smart                                                   | 200m (v)               | 8e        | serie 6: 3de in 24,12 halve finale 1: 5de in 25,74                                                     |
| Diane Charles                                                 | 800m (v)               | 20e       | serie 1: 5de in 2.14,24                                                                                |
| Joy Jordan                                                    | 800m (v)               | 6e        | serie 4: 2de in 2.07,29 finale: 6de in 2.07,95                                                         |
| Phyllis Perkins                                               | 800m (v)               | 24e       | serie 2: 6de in 2.15,41                                                                                |
| Mary Bignal-Rand                                              | 80m horden (v)         | 4e        | serie 2: 1ste in 11,40 halve finale 1: 2de in 11,16 finale: 4de in 11,22                               |
| Pat Nutting                                                   | 80m horden (v)         | 18e       | serie 4: 3de in 11,65                                                                                  |
| Carole Quinton                                                | 80m horden (v)         | Zilver    | serie 1: 2de in 11,07 halve finale 2: 3de in 11,07 finale: 2de in 10,99                                |
| Carole Quinton Dorothy Hyman Jenny Smart Mary Rand            | 4x100m (v)             | DNF       | serie 1: 1ste in 45,92 finale: niet gefinisht                                                          |
| Mary Bignal                                                   | verspringen (v)        | 9e        | kwalificatie: 1ste met 6,33m finale: 9de met 6,01m                                                     |
| Christina Persighetti                                         | verspringen (v)        | 19e       | kwalificatie: 17de met 5,82m finale: 19de met 5,57m                                                    |
| Dorothy Shirley                                               | hoogspringen (v)       | Zilver    | kwalificatie: 4de met 1,65m finale: 2de met 1,71m                                                      |
| Frances Slaap                                                 | hoogspringen (v)       | 6e        | kwalificatie: 12de met 1,65m finale: 6de met 1,65m                                                     |
| Suzanne Farmer                                                | kogelstoten (v)        | 16e       | kwalificatie: 16de met 13,10m                                                                          |
| Suzanne Farmer                                                | discuswerpen (v)       | 21e       | kwalificatie: 21ste met 41,12m                                                                         |
| Sue Platt                                                     | speerwerpen (v)        | 7e        | kwalificatie: 3de met 50,67m finale: 7de met 51,01m                                                    |
| Averil Williams                                               | speerwerpen (v)        | 19e       | kwalificatie: 19de met 42,44m                                                                          |

### Boksen
| Olympiër          | Discipline  | Resultaat | Prestatie |
| ----------------- | ----------- | --------- | --- |
| Danny Lee         | -51kg (m)   | 9e        | 1ste ronde: vrij 2de ronde: W van INA Mahju 3de ronde: V van GER Homberg                                                                    |
| Frankie Taylor    | -54kg (m)   | 9e        | 1ste ronde: vrij 2de ronde: W van FIN Roininen 3de ronde: V van URS Grigoryev                                                               |
| Phil Lundgren     | -57kg (m)   | 9e        | 1ste ronde: W van SUD Gadir 2de ronde: V van FIN Limmonen                                                                                   |
| Richard McTaggart | -60kg (m)   | Brons     | 1ste ronde: vrij 2de ronde: W van THA Sooknoi 3de ronde: W van GHA Blay kwartfinale: W van HUN Kellner halve finale: V van POL Padzior      |
| Frankie Taylor    | -63,5kg (m) | 9e        | 1ste ronde: vrij 2de ronde: W van IRI Ghazarian 3de ronde: V van USA Daniels                                                                |
| Jimmy Lloyd       | -67kg (m)   | Brons     | 1ste ronde: vrij 2de ronde: W van SUD Faragalla 3de ronde: W van ROU Neagu kwartfinale: W van USA Baldwin halve finale: V van ITA Benvenuti |
| William Fisher    | -71kg (m)   | Brons     | 1ste ronde: W van NOR Askevold 2de ronde: W van NED van Duivenbode kwartfinale: W van POL Dampc halve finale: V van ITA Bossi               |
| Roy Addison       | -75kg (m)   | 9e        | 1ste ronde: vrij 2de ronde: V van SUI Büchi                                                                                                 |
| Johnny Ould       | -81kg (m)   | 17e       | 1ste ronde: V van BUL Spasov: 1-4 |
| David Thomas      | +81kg (m)   | 9e        | 1ste ronde: vrij 2de ronde: V van TCH Nemec                                                                                                 |

### Gewichtheffen
| Olympiër          | Discipline  | Resultaat | Prestatie                                                                                |
| ----------------- | ----------- | --------- | ---------------------------------------------------------------------------------------- |
| Allan Robinson    | -60kg (m)   | 18e       | drukken: 13de met 92,5kg trekken: 20ste met 85kg stoten: 17de met 115kg totaal: 292,5kg  |
| Ben Helfgott      | -67,5kg (m) | 18e       | drukken: 11de met 110kg trekken: 19de met 100kg stoten: 18de met 127,5kg totaal: 337,5kg |
| Blair Blenman     | -75kg (m)   | DNF       | drukken: geen geldige poging                                                             |
| Sylvanus Blackman | -82,5kg (m) | 18e       | drukken: 6de met 127,5kg trekken: 6de met 122,5kg stoten: geen geldige poging            |
| Phil Caira        | -82,5kg (m) | 15e       | drukken: 7de met 125kg trekken: 19de met 100kg stoten: 17de met 145kg totaal: 370kg      |
| Louis Martin      | -90kg (m)   | Brons     | drukken: 4de met 137,5kg trekken: 2de met 137,5kg stoten: 2de met 170kg totaal: 445kg    |
| Dennis Hillman    | +90kg (m)   | 15e       | drukken: 16de met 132,5kg trekken: 17de met 115kg stoten: 15de met 155kg totaal: 402,5kg |

### Hockey
| Olympiër | Discipline | Resultaat | Prestatie |
| --- | ---------- | --------- | --- |
| Patrick Austen John Bell Harry Cahill Denys Carnill Peter Croft Howard Davis John Hindle Charles Jones Neil Livingstone Stuart Mayes Derek Miller John Neill Chris Saunders-Griffiths Frederick Scott Ian Taylor | mannen     | 4e        | groep C: 2de G van Spanje: 0-0 G van België: 1-1 W van Zwitserland: 2-0 kwartfinale: W van Kenia: 2-1 halve finale: V van India: 0-1 bronzen finale: V van Spanje: 1-2 |

| Groep C |                  |             |             |             |             |            |            |            |        |
| #       | Land             | Wedstrijden | Wedstrijden | Wedstrijden | Wedstrijden | Doelpunten | Doelpunten | Doelpunten | Punten |
| #       | Land             | G           | W           | G           | V           | V          | T          | Saldo      | Punten |
| 1       | Spanje           | 3           | 2           | 1           | 0           | 8          | 2          | +6         | 5      |
| 2       | Groot-Brittannië | 3           | 1           | 2           | 0           | 4          | 1          | +3         | 4      |
| 3       | België           | 3           | 1           | 1           | 1           | 6          | 6          | 0          | 3      |
| 4       | Zwitserland      | 3           | 0           | 0           | 3           | 3          | 12         | -9         | 0      |

| Datum          | Ronde | Plaats           | Land | Score            | Land |
| -------------- | ----- | ---------------- | ---- | ---------------- | ---- |
| Groepsfase     |       |                  |      |                  |      |
| 26 augustus    | Rome  | Spanje           | 0-0  | Groot-Brittannië |      |
| 30 augustus    | Rome  | België           | 1-1  | Groot-Brittannië |      |
| 2 september    | Rome  | Groot-Brittannië | 2-0  | Zwitserland      |      |
| Kwartfinale    |       |                  |      |                  |      |
| 5 september    | Rome  | Kenia            | 1-2  | Groot-Brittannië |      |
| Halve finale   |       |                  |      |                  |      |
| 7 september    | Rome  | India            | 1-0  | Groot-Brittannië |      |
| Bronzen finale |       |                  |      |                  |      |
| september      | Rome  | Spanje           | 2-1  | Groot-Brittannië |      |

### Kanovaren
| Olympiër                                               | Discipline     | Resultaat | Prestatie                                                                      |
| ------------------------------------------------------ | -------------- | --------- | ------------------------------------------------------------------------------ |
| Ronald Rhodes                                          | K-1 1000m (m)  | 5e        | serie 1: 2de in 4.01,68 halve finale 3: 1ste in 4.05,20 finale: 5de in 4.01,15 |
| Ronald Rhodes Raymond Blick Robert Lowery Edward Cronk | K-1 4x500m (m) | 11e       | serie 1: 2de in 8.17,29 halve finale 3: 4de in 8.11,52                         |
| John Harris Basil Pratt                                | K-2 1000m (m)  | 22e       | serie 1: 7de in 3.58,25 herkansingen: 5de in 3.59,33                           |
|                                                        |                |           |                                                                                |
| Marianne Tucker                                        | K-1 500m (v)   | 11e       | serie 1: 4de in 2.21,06 herkansingen: 4de in 2.18,96                           |

### Moderne vijfkamp
| Olympiër                                  | Discipline | Resultaat | Prestatie    |
| ----------------------------------------- | ---------- | --------- | ------------ |
| Donald Cobley                             | mannen     | 24e       | 4372 punten  |
| Patrick Harvey                            | mannen     | 11e       | 4679 punten  |
| Peter Little                              | mannen     | 26e       | 4294 punten  |
| Donald Cobley Patrick Harvey Peter Little | team       | 7e        | 13103 punten |

### Paardensport
| Olympiër                                              | Discipline  | Resultaat | Prestatie                                                                                      |
| Dressuur                                              | Dressuur    | Dressuur  | Dressuur                                                                                       |
| ----------------------------------------------------- | ----------- | --------- | ---------------------------------------------------------------------------------------------- |
| Johanna Hall                                          | individueel | 13e       | kwalificatie: 13de met 838 punten                                                              |
| Lilian Williams                                       | individueel | 11e       | kwalificatie: 11de met 939 punten                                                              |
| Eventing                                              |             |           |                                                                                                |
| Norman Arthur                                         | individueel | DNF       | niet gefinisht                                                                                 |
| Michael Bullen                                        | individueel | 4e        | 62,60 strafpunten                                                                              |
| Bertie Hill                                           | individueel | 22e       | 215,60 strafpunten                                                                             |
| Frank Weldon                                          | individueel | 25e       | 238,01 strafpunten                                                                             |
| Norman Arthur Michael Bullen Bertie Hill Frank Weldon | team        | 4e        | 516,21 strafpunten                                                                             |
| Springconcours                                        |             |           |                                                                                                |
| David Broome                                          | individueel | Brons     | 1ste ronde: 10de met 16 strafpunten 2de ronde: 1ste met 7 strafpunten totaal: 23 strafpunten   |
| Pat Smythe                                            | individueel | 11e       | 1ste ronde: 19de met 20 strafpunten 2de ronde: 4de met 12 strafpunten totaal: 32 strafpunten   |
| Dawn Wofford                                          | individueel | 20e       | 1ste ronde: 10de met 16 strafpunten 2de ronde: 26ste met 28 strafpunten totaal: 44 strafpunten |
| C. David Barker David Broome Dawn Wofford             | team        | DNF       | niet gefinisht                                                                                 |

### Roeien
| Olympiër | Discipline      | Resultaat | Prestatie                                            |
| --- | --------------- | --------- | ---------------------------------------------------- |
| Sidney Rand | skiff (m)       | 12e       | serie 3: 4de in 7.46,98 herkansingen: 3de in 7.50,31 |
| Nicholas Birkmyre George Justicz                                                                                                | dubbel-twee (m) | 9e        | serie 2: 3de in 7.00,13 herkansingen: 2de in 6.49,81 |
| Richard Nicholson Clive Marshall                                                                                                | twee-zonder (m) | 13e       | serie 4: 3de in 7.25,32 herkansingen: 3de in 7.25,01 |
| Stewart Farquharson Jeffrey Reeves Ken Lester                                                                                   | twee-met (m)    | 12e       | serie 1: 5de in 7.55,59 herkansingen: 3de in 7.49,01 |
| Chris Davidge Michael Beresford Colin Porter John Vigurs                                                                        | vier-zonder (m) | 5e        | serie 1: 1ste in 6.28,18 finale: 5de in 6.36,18      |
| Simon Crosse Richard Knight John M. Russell John Tilbury Terrence Rosslyn-Smith                                                 | vier-met (m)    | 13e       | serie 3: 4de in 6.51,00 herkansingen: 3de in 6.48,21 |
| Richard Bate John Chester Michael Davis Ian Elliott Richard Fishlock Alexander Lindsay Graham Cooper Donald Shaw Peter Reynolds | acht (m)        | 9e        | serie 1: 3de in 6.10,33 herkansingen: 2de in 6.33,22 |

### Schermen
| Olympiër                                                                              | Discipline      | Resultaat | Prestatie |
| ------------------------------------------------------------------------------------- | --------------- | --------- | --- |
| Bill Hoskyns                                                                          | degen (m)       | 23e       | 1ste ronde groep 11: 3de met 3 overwinningen 2de ronde groep 6: 3de met 3 overwinningen kwartfinale 2: 6de met 0 overwinningen                                                                          |
| Allan Jay                                                                             | degen (m)       | Zilver    | 1ste ronde groep 7: 1ste met 5 overwinningen 2de ronde groep 1: 4de met 2 overwinningen kwartfinale 1: 3de met 3 overwinningen halve finale 1: 1ste met 4 overwinningen finale: 2de met 5 overwinningen |
| John Pelling                                                                          | degen (m)       | 30e       | 1ste ronde groep 4: 3de met 3 overwinningen 2de ronde groep 5: 5de met 1 overwinning |
| Allan Jay Michael Howard John Pelling Bill Hoskyns Raymond Harrison Michael Alexander | degen team (m)  | Zilver    | 1ste ronde groep 5: 1ste met 2 overwinningen 2de ronde groep 2: 1ste met 1 overwinningen kwartfinale 2: 1ste met 1 overwinning halve finale 2: 1ste met 1 overwinning finale: 2de met 0 overwinningen   |
| Ralph Cooperman                                                                       | floret (m)      | 25e       | 1ste ronde groep 2: 3de met 4 overwinningen 2de ronde groep 2: 5de met 1 overwinning |
| Bill Hoskyns                                                                          | floret (m)      | 6e        | 1ste ronde groep 6: 1ste met 6 overwinningen 2de ronde groep 1: 2de met 3 overwinningen kwartfinale 1: 1ste met 4 overwinningen halve finale 2: 4de met 2 overwinningen finale: 7de met 1 overwinning   |
| Allan Jay                                                                             | floret (m)      | 20e       | 1ste ronde groep 3: 1ste met 5 overwinningen 2de ronde groep 6: 3de met 2 overwinningen kwartfinale 4: 5de met 1 overwinning                                                                            |
| Bill Hoskyns Allan Jay Ralph Cooperman Angus McKenzie René Paul                       | floret team (m) | 5e        | 1ste ronde groep 5: 2de met 1 overwinning 2de ronde groep 2: 1ste met 1 overwinningen kwartfinale 4: 2de met 0 overwinningen                                                                            |
| Michael Amberg                                                                        | sabel (m)       | 59e       | 1ste ronde groep 11: 5de met 1 overwinning |
| Ralph Cooperman                                                                       | sabel (m)       | 44e       | 1ste ronde groep 8: 4de met 3 overwinningen |
| Alexander Leckie                                                                      | sabel (m)       | 35e       | 1ste ronde groep 5: 3de met 3 overwinningen 2de ronde groep 5: 6de met 1 overwinning |
| Ralph Cooperman Michael Amberg Alexander Leckie Michael Strauss Donald Stringer       | sabel team (m)  | 9e        | 1ste ronde groep 5: 2de met 1 overwinning 2de ronde groep 4: 2de met 0 overwinningen |
|                                                                                       |                 |           | |
| Mary Glen-Haig                                                                        | floret (v)      | 43e       | 1ste ronde groep 6: 5de met 1 overwinning |
| Gillian Sheen                                                                         | floret (v)      | 15e       | 1ste ronde groep 8: 2de met 3 overwinningen kwartfinale 3: 4de met 3 overwinningen |
| Margaret Stafford                                                                     | floret (v)      | 31e       | 1ste ronde groep 4: 4de met 2 overwinningen |
| Gillian Sheen Jeannette Bailey Shirley Netherway Mary Glen-Haig                       | floret team (v) | 10e       | 1ste ronde groep 2: 3de met 0 overwinningen |

### Schietsport
| Olympiër        | Discipline                 | Resultaat | Prestatie                                                                                                |
| --------------- | -------------------------- | --------- | --- |
| Steffen Cranmer | 50m geweer 3 houdingen (m) | 23e       | kwalificatie groep 1: 16de met 547 punten (190-189-168) finale: 43ste met 1098 punten (387-373-338)      |
| Derek Robinson  | 50m geweer 3 houdingen (m) | 29e       | kwalificatie groep 2: 26ste met 531 punten (190-182-159) finale: 29ste met 1111 punten (385-373-353)     |
| William Godwin  | 50m geweer liggend (m)     | 5e        | kwalificatie groep 1: 2de met 391 punten (97-97-98-99) finale: 5de met 586 punten (98-98-96-98-97-99)    |
| Arthur Skinner  | 50m geweer liggend (m)     | 29e       | kwalificatie groep 2: 11de met 385 punten (96-97-94-98) finale: 25ste met 579 punten (98-96-97-97-94-97) |
| Frank Dobson    | 50m pistool (m)            | 60e       | kwalificatie groep 1: 30ste met 319 punten (77-83-78-81)                                                 |
| John Tomlinson  | 50m pistool (m)            | 29e       | kwalificatie groep 2: 18de met 344 punten (83-89-88-84) finale: 49ste met 507 punten (81-82-87-87-88-82) |
| Tony Clark      | 25m snelvuurpistool (m)    | 13e       | 579 punten: (291-288)                                                                                    |
| Robert Hassell  | 25m snelvuurpistool (m)    | 24e       | 573 punten: (290-283)                                                                                    |
| Victor Huthart  | trap (m)                   | 12e       | kwalificatie: 31ste met 86 punten finale: 12de met 181 punten                                            |
| Joe Wheater     | trap (m)                   | 6e        | kwalificatie: 6de met 93 punten finale: 6de met 185 punten                                               |

### Schoonspringen
| Olympiër         | Discipline    | Resultaat | Prestatie                                                                                                |
| ---------------- | ------------- | --------- | --- |
| Keith Collin     | 3m plank (m)  | 26e       | voorronde: 26ste met 46,10 punten                                                                        |
| Peter Squires    | 3m plank (m)  | 20e       | voorronde: 20ste met 50,23 punten                                                                        |
| John Candler     | 10m toren (m) | 17e       | voorronde: 17de met 50,20 punten                                                                         |
| Peter Squires    | 10m toren (m) | Brons     | voorronde: 1ste met 57,35 punten halve finale: 2de met 101,85 punten finale: 3de met 157,13 punten       |
|                  |               |           | |
| Elizabeth Ferris | 3m plank (v)  | Brons     | voorronde: 3de met 52,37 punten halve finale: 5de met 89,46 punten finale: 3de met 139,09 punten         |
| Ann Long         | 3m plank (v)  | 7e        | voorronde: 7de met 50,87 punten punten halve finale: 8ste met 87,18 punten finale: 7de met 129,63 punten |
| Ann Long         | 10m toren (v) | 8e        | voorronde: 5de met 52,15 punten finale: 8ste met 80,98 punten                                            |
| Norma Thomas     | 10m toren (v) | 6e        | voorronde: 7de met 51,77 punten punten finale: 6de met 82,21 punten                                      |

### Turnen
| Olympiër | Discipline               | Resultaat | Prestatie      |
| --- | ------------------------ | --------- | -------------- |
| Ken Buffin                                                                                                   | individuele meerkamp (m) | 114e      | 95,65 punten   |
| Dick Gradley                                                                                                 | individuele meerkamp (m) | 99e       | 101,75 punten  |
| John Mulhall                                                                                                 | individuele meerkamp (m) | 112e      | 97,65 punten   |
| Jack Pancott                                                                                                 | individuele meerkamp (m) | 102e      | 101,15 punten  |
| Peter Starling                                                                                               | individuele meerkamp (m) | 128e      | 57,70 punten   |
| Nik Stuart                                                                                                   | individuele meerkamp (m) | 55e       | 108,80 punten  |
| Ken Buffin Dick Gradley John Mulhall Jack Pancott Peter Starling Nik Stuart                                  | individuele meerkamp (m) | 19e       | 510,80 punten  |
| |                          |           |                |
| Gwynedd Lewis-Lingard                                                                                        | individuele meerkamp (v) | 103e      | 61,03 punten   |
| Pat Perks | individuele meerkamp (v) | 107e      | 59,931 punten  |
| Jill Pollard                                                                                                 | individuele meerkamp (v) | 117e      | 54,630 punten  |
| Marjorie Raistrick-Carter                                                                                    | individuele meerkamp (v) | 110e      | 58,463 punten  |
| Dorothy Summers                                                                                              | individuele meerkamp (v) | 118e      | 54,365 punten  |
| Margaret Thomas-Neale                                                                                        | individuele meerkamp (v) | 108e      | 59,398 punten  |
| Gwynedd Lewis-Lingard Pat Perks Jill Pollard Marjorie Raistrick-Carter Dorothy Summers Margaret Thomas-Neale | individuele meerkamp (v) | 17e       | 297,721 punten |

### Voetbal
| Olympiër | Discipline | Resultaat | Prestatie                                                           |
| --- | ---------- | --------- | ------------------------------------------------------------------- |
| Laurie Brown Bobby Brown Hunter Devine Hugh Forde Mike Greenwood Paddy Hasty Davie Holt Terry Howard Jim Lewis Hugh Lindsay Ron McKinven Bill Neil Mike Pinner Roy Sleap Tommy Thompson | mannen     | 9e        | groep B: 2de V van Brazilië: 3-4 G van Italië: 2-2 W van China: 3-2 |

| Groep B |                  |             |             |             |             |            |            |            |        |
| #       | Land             | Wedstrijden | Wedstrijden | Wedstrijden | Wedstrijden | Doelpunten | Doelpunten | Doelpunten | Punten |
| #       | Land             | G           | W           | G           | V           | V          | T          | Saldo      | Punten |
| 1       | Italië           | 3           | 2           | 1           | 0           | 9          | 4          | +5         | 5      |
| 2       | Brazilië         | 3           | 2           | 0           | 1           | 10         | 6          | +4         | 4      |
| 3       | Groot-Brittannië | 3           | 1           | 1           | 1           | 8          | 8          | 0          | 3      |
| 4       | China            | 3           | 0           | 0           | 3           | 3          | 12         | –9         | 0      |

| Ronde       | Datum    | Plaats           | Land | Score            | Land |
| ----------- | -------- | ---------------- | ---- | ---------------- | ---- |
| Groepsfase  |          |                  |      |                  |      |
| 26 augustus | Livorno  | Brazilië         | 4-3  | Groot-Brittannië |      |
| 29 augustus | Rome     | Italië           | 2-2  | Groot-Brittannië |      |
| 1 september | Grosseto | Groot-Brittannië | 3-2  | China            |      |

### Wielersport
| Olympiër                                               | Discipline               | Resultaat | Prestatie                                                                               |
| Baan                                                   | Baan                     | Baan      | Baan                                                                                    |
| ------------------------------------------------------ | ------------------------ | --------- | --------------------------------------------------------------------------------------- |
| Karl Barton                                            | sprint (m)               | 9e        | serie 4: V van COL Vanegas 1ste ronde herkansingen: V van BRA Argenton                  |
| Lloyd Binch                                            | sprint (m)               | 5e        | serie 9: 1ste in 12,0 2de ronde: 1ste in 11,7 kwartfinale 3: V van BEL Sterckx          |
| Karl Barton                                            | tijdrit (m)              | 17e       | 1.11,72                                                                                 |
| David Handley Eric Thompson                            | tandem (m)               | 5e        | serie 5: W van Mexico Mucino/Tellez kwartfinale: V van Sovjet-Unie Vasilyev/Leonov: 0-2 |
| Barry Hoban Mike Gambrill Charlie McCoy Joseph McClean | ploegenachtervolging (m) | 9e        | serie 5: V van Denemarken: 4.45,23                                                      |
| Weg                                                    |                          |           |                                                                                         |
| Bill Bradley                                           | wegwedstrijd (m)         | 36e       | 4:20.57                                                                                 |
| Jim Hinds                                              | wegwedstrijd (m)         | 18e       | 4:20.57                                                                                 |
| William Holmes                                         | wegwedstrijd (m)         | 37e       | 4:20.57                                                                                 |
| Ken Laidlaw                                            | wegwedstrijd (m)         | 53e       | 4:25.44                                                                                 |
| Bill Bradley Jim Hinds William Holmes Ken Laidlaw      | ploegentijdrit (m)       | 14e       | 2:24.59,02                                                                              |

### Worstelen
| Olympiër         | Discipline  | Resultaat   | Prestatie                                                                               |
| Vrije stijl      | Vrije stijl | Vrije stijl | Vrije stijl                                                                             |
| ---------------- | ----------- | ----------- | --------------------------------------------------------------------------------------- |
| Walter Pilling   | -57kg (m)   | 17e         | 1ste ronde: V van PAK Siraj-Din 2de ronde: V van PAN Campbell                           |
| Bert Aspen       | -62kg (m)   | 19e         | 1ste ronde: V van RSA Geldenhuys 2de ronde: V van GER Luschnig                          |
| Kenny Stephenson | -67kg (m)   | 17e         | 1ste ronde: V van LIB Amine 2de ronde: V van CAN Lougheed                               |
| Peter Amey       | -73kg (m)   | 16e         | 1ste ronde: V van PAK Bashir 2de ronde: W van AFG Dost 3de ronde: V van SWE Carlsson    |
| Alan Butts       | -79kg (m)   | 17e         | 1ste ronde: V van IND Singh 2de ronde: V van FIN Punkari                                |
| Ken Richmond     | +87kg (m)   | 9e          | 1ste ronde: W van AFG Subhani 2de ronde: V van USA Kerslake 3de ronde: V van HUN Reznak |

### Zeilen
| Olympiër                                   | Discipline      | Resultaat | Prestatie                           |
| ------------------------------------------ | --------------- | --------- | ----------------------------------- |
| Vernon Stratton                            | finn klasse     | 12e       | 3871 punten: (8-4-15-16-13-10-23)   |
| Slotty Dawes James Ramus                   | flying dutchman | 7e        | 4954 punten: (14-1-7-7-10-9-9)      |
| Roy Mitchell Jean Mitchell                 | star klasse     | 24e       | 1283 punten: (16-18-26-19-25-19-25) |
| Graham Mann Jonathan Janson Ian Hannay     | drakenklasse    | 7e        | 4604 punten: (4-14-15-7-1-9-11)     |
| Robin Aisher George Nicholson John Ruggles | 5,5m klasse     | 6e        | 3807 punten: (10-DSQ-3-11-2-5-9)    |

### Zwemmen
| Olympiër                                                               | Discipline            | Resultaat | Prestatie                                                                   |
| ---------------------------------------------------------------------- | --------------------- | --------- | --------------------------------------------------------------------------- |
| Stanley Clarke                                                         | 100m vrije slag (m)   | 31e       | serie 5: 4de in 59,1                                                        |
| William O'Donnell                                                      | 100m vrije slag (m)   | 33e       | serie 7: 6de in 59,2                                                        |
| Ian Black                                                              | 400m vrije slag (m)   | 4e        | serie 3: 1ste in 4.29,1 finale: 4de in 4.21,8                               |
| Richard Campion                                                        | 400m vrije slag (m)   | 12e       | serie 2: 3de in 4.32,3                                                      |
| Richard Campion                                                        | 1500m vrije slag (m)  | 8e        | serie 4: 3de in 17.54,8 finale: 8ste in 18.22,7                             |
| Bob Sreenan                                                            | 1500m vrije slag (m)  | 18e       | serie 2: 4de in 18.57,1                                                     |
| Haydn Rigby                                                            | 100m rugslag (m)      | 25e       | serie 4: 4de in 1.06,2                                                      |
| Graham Sykes                                                           | 100m rugslag (m)      | 9e        | serie 3: 2de in 1.04,8 halve finale 2: 5de in 1.04,7                        |
| Gerard Rowlinson                                                       | 200m schoolslag (m)   | 22e       | serie 1: 3de in 2.45,0                                                      |
| Graham Sykes                                                           | 200m schoolslag (m)   | 12e       | serie 2: 3de in 2.41,5 halve finale 1: 7de in 2.41,7                        |
| Ian Blyth                                                              | 200m vlinderslag (m)  | 12e       | serie 1: 5de in 2.24,9 halve finale 1: 8ste in 2.26,8                       |
| Hamilton Milton John Martin-Dye Richard Campion Ian Black              | 4x200m vrije slag (m) | 4e        | serie 1: 2de in 8.26,9 finale: 4de in 8.28,1                                |
| Graham Sykes Christopher Walkden Ian Black Stanley Clarke              | 4x100m wisselslag (m) | 7e        | serie 2: 4de in 4.16,8 finale: 7de in 4.17,6                                |
|                                                                        |                       |           |                                                                             |
| Natalie Steward                                                        | 100m vrije slag (v)   | Brons     | serie 5: 1ste in 1.03,5 halve finale 1: 2de in 1.02,9 finale: 3de in 1.03,1 |
| Diana Wilkinson                                                        | 100m vrije slag (v)   | 22e       | serie 3: 3de in 1.07,5                                                      |
| Nan Rae                                                                | 400m vrije slag (v)   | 6e        | serie 3: 2de in 4.55,7 finale: 6de in 4.59,7                                |
| Judy Samuel                                                            | 400m vrije slag (v)   | 12e       | serie 1: 5de in 5.08,6                                                      |
| Sylvia Lewis                                                           | 100m rugslag (v)      | 6e        | serie 4: 1ste in 1.12,2 finale: 6de in 1.11,8                               |
| Natalie Steward                                                        | 100m rugslag (v)      | Zilver    | serie 3: 3de in 1.12,0 finale: 2de in 1.10,8                                |
| Christine Gosden                                                       | 200m schoolslag (v)   | 6e        | serie 3: 5de in 2.56,9                                                      |
| Anita Lonsbrough                                                       | 200m schoolslag (v)   | Goud      | serie 2: 1ste in 2.53,3 (OR) finale: 1ste in 2.49,5 (WR)                    |
| Jean Oldroyd                                                           | 100m vlinderslag (v)  | 11e       | serie 1: 4de in 1.14,2                                                      |
| Sheila Watt                                                            | 100m vlinderslag (v)  | 4e        | serie 2: 1ste in 1.12,3 finale: 4de in 1.13,3                               |
| Natalie Steward Beryl Noakes Judy Samuel Christine Harris              | 4x100m vrije slag (v) | 5e        | serie 1: 2de in 1.24,4 finale: 5de in 4.24,6                                |
| Sylvia Lewis Anita Lonsbrough Sheila Watt Natalie Steward Jean Oldroyd | 4x100m wisselslag (v) | 5e        | serie 1: 1ste in 4.49,0 finale: 5de in 4.47,6                               |

Afghanistan · Argentinië · Australië · Bahama's · België · Bermuda · Birma · Brazilië · Brits-Guiana · Bulgarije · Canada · Ceylon · Chili · Colombia · Cuba · Denemarken · Duits eenheidsteam · Ethiopië · Fiji · Filipijnen · Finland · Frankrijk · Ghana · Griekenland · Groot-Brittannië · Haïti · Hongarije · Hongkong · Ierland · IJsland · India · Indonesië · Irak · Iran · Israël · Italië · Japan · Joegoslavië · Kenia · Libanon · Liberia · Liechtenstein · Luxemburg · Malakka · Malta · Marokko · Mexico · Monaco · Nederland · Nederlandse Antillen · Nieuw-Zeeland · Nigeria · Noorwegen · Oeganda · Oostenrijk · Pakistan · Panama · Peru · Polen · Portugal · Puerto Rico · Roemenië · San Marino · Singapore · Soedan · Sovjet-Unie · Spanje · Suriname · Taiwan · Thailand · Tsjecho-Slowakije · Tunesië · Turkije · Uruguay · Venezuela · Verenigde Arabische Republiek · Verenigde Staten · Vietnam · West-Indische Federatie · Zuid-Afrika · Zuid-Korea · Zuid-Rhodesië · Zweden · Zwitserland